# 監獄のお姫さま
『監獄のお姫さま』（かんごくのおひめさま）は、2017年10月17日から12月19日までTBS系「火曜ドラマ」枠で放送されたテレビドラマ。主演は小泉今日子、脚本は宮藤官九郎。
小泉今日子の宮藤作品出演は『あまちゃん』以来となる。公式な通称は『プリプリ』（プリズン・プリンセスの略）。伊勢谷友介の民放連ドラ初レギュラー作品でもある。

## 企画・制作
このドラマの企画は脚本家の宮藤官九郎が酒の席で、プロデューサーの磯山晶（本作では編成）と金子文紀（本作では演出も兼務）に大好きな女優の名前を立て続けに挙げ、「この人たちがもし揃ったら俺、ずっと書いてられますよ!」と宣言したことから始まった。宮藤は色々なドラマを手掛けてきたが「つまるところ俺は何が書きたいんだ」と自問自答していた。結局、おばちゃんのお喋りを書いている時が一番楽しいという結論に至り、大好きな女優と大好きな芝居を観たいという宮藤の思いがこのドラマの核心である。彼女たちのお喋りをエンドレスで聞ける場所として女子刑務所が舞台に設定された。しかし、「それだけではドラマになりません」と諭されたため、ストーリーを組み立て思いがけず壮大な復讐劇になった。
ドラマは第2話から過去に戻り、女子刑務所内でのエピソードが一つずつ明かされていくが、時間は2017年12月24日のままで、クリスマス・イヴの一晩の出来事を1話から10話までかけて描かれる。宮藤は、週刊誌『週刊文春』のコラムでこのドラマを「これをイケメン社長の視点で説明すると『なんか知らないおばちゃんに監禁されて、刑務所での話を延々聞かされる悪夢のような一夜』のお話」と説明している。宮藤によると、イケメン社長役の伊勢谷友介は女性たちの回想・妄想シーンにも登場するが全10話の間、ずっと拘束された状態が続く。金子によると、このドラマは家庭や職場で現状維持、出来たらもうちょっと上を求めて、賢明・堅実に、時には打算的な選択をして上手く生きていきたいが出来なかった、したいのに出来ない女性たちの物語である。

### 配役
主要人物の1人である馬場カヨ役には小泉今日子が起用された。彼女が宮藤の作品にレギュラーで参加するのは、2013年のNHK朝の連続テレビ小説『あまちゃん』以来。TBSテレビでは2003年放送の『マンハッタンラブストーリー』以来14年ぶりである。小泉は自身が演じる役について、「しっかりしているようで、いつも失敗したり、みんなにいじられるような、おっちょこちょいの役」と説明している。
刑務官にして教官の若井ふたば役の満島ひかりは、2014年にテレビドラマ『ごめんね青春!』の打ち上げで宮藤から「次は女囚のお話です。満島さんは人を番号でしか呼ばない看守さん」とオファーを受けており、それが実現する形となった。満島はこのドラマは「癒し系ドラマになる予感」と語っている。イケメン社長・板橋吾郎役は、今作で民放の連続テレビドラマ初出演となる伊勢谷友介が演じる。宮藤によるとこれまでの自身のドラマには出てこないキャラクターであったため、1度も仕事をしたことがない人が良いと考え、伊勢谷にオファーした。伊勢谷は初の民放連ドラ出演を決めた心境について、「今までは、おそらく一人の時間が欲しかったんでしょうね。それがもう皆様と一緒に過ごしたくなったんでしょうか」と説明している。
タイトルにもなった「監獄のお姫さま」こと江戸川しのぶ役は夏帆が演じる。大門洋子役の坂井真紀は、宮藤脚本のドラマ『ごめんね青春!』、『木更津キャッツアイ』、宮藤監督の映画『中学生円山』にも出演している。足立明美役には、宮藤作品の常連である森下愛子が起用された。今作で宮藤のテレビドラマ初出演となる刑務所のリーダー的存在・勝田千夏役の菅野美穂は小泉との初共演を喜んだ。

## あらすじ
2017年のクリスマス・イヴ、「イケメン社長」として名を知られるEDOミルク（旧・江戸川乳業）社長の板橋吾郎は、テレビ番組出演中に息子の勇介が誘拐されたことを知る。この誘拐は馬場カヨ・大門洋子・勝田千夏・足立明美・若井ふたばら数名の女たちが数年にわたり計画したものだが、実行に際してはトラブルが散発し混乱していた。事件を通報せず身代金集めに走る吾郎だがその金策相手も千夏ら犯行グループで、罠にかかった吾郎は彼女らに拘束され、引き換えに勇介は解放される。彼女たちの目的は金ではなく、6年前に吾郎の婚約者だった江戸川乳業の社長令嬢・江戸川しのぶが恋敵の横山ユキ殺害を第三者に依頼したとされる「爆笑ヨーグルト姫事件」の真犯人が、吾郎自身であると告白させることだった。
時は遡り、2011年の秋、夫に対する殺人未遂の罪で懲役5年となり「自立と再生の女子刑務所」に収監されたカヨは、刑務官のふたばに案内され、雑居房で洋子や明美らと同室となる。続けてカヨは敬愛する経済アナリストの千夏が同所に収監されていると知って喜ぶが、千夏からいじめを受け、対立するも雑居房の面々を交えての対決を経て和解し懲役の生活になじんでゆく。2012年の春になり、しのぶが受刑者としてカヨらの同室にやってくる。しかししのぶは刑務所生活になじめず脱走騒動を起こす。振り回されながらも気にかけるカヨに少しずつ心を開くしのぶは、出所を待つと言ってくれていた吾郎が晴海と交際していると知ってショックを受け、自分が冤罪であることと妊娠していることをカヨに告白する。
秘密を知ったカヨはふたばに相談しようとして失敗し、結局妊娠8か月になってようやくしのぶの件は所内に知られることになるが、受刑中でも出産は可能で、最長で1年半は所内で育児もできると知ったカヨたちは誕生の日を心待ちにする。やがてしのぶは無事男の子を出産し、勇介と名付ける。勇介はカヨら受刑者たちに愛情を込めて世話をされ、刑務官らの協力を得て成長するが別れの期限が迫り、しのぶは母の民世に事件の真実を伝え、出所まで勇介を託す決意をする。だが別れの当日、民世とともに勇介を引き取りにきたのは、しのぶが決して渡さないと決意していた吾郎その人で、彼女たちの嘆きの中で勇介は連れ去られて行く。さらに吾郎は勇介を結婚した晴海との間の子として育てていると知り、カヨたちは勇介を奪ったうえしのぶの存在を抹殺した吾郎への怒りに駆られ、彼への復讐を決意する。
しかし具体的な策は思い浮かばないまま、受刑者たちは復讐の日に向けて所内で資格取得に力を注ぐが、仮釈放の認められた者たちは次々と去ってゆく。その間、カヨはかねてから関わりのあった検事・長谷川信彦に告白され獄中交際を始めるものの、やがて復讐計画に巻き込むことや自分の年齢からくる引け目を感じ、出所時の身元引受を断り彼を拒絶してゆく。ある日復讐計画はふたばにばれてしまい、カヨはしのぶとの約束と、刑務官としての思いを越えてカヨを心配し復讐をやめさせようとするふたばの思いとの間で葛藤しつつ、しのぶを刑務所にひとり残して仮釈放の日を迎える。
出所したカヨは、美容師として再就職するが、先に出所した仲間たちとは連絡が取れず、日々の生活に追われ復讐計画には着手できずにいた。ところが彼女の前に突然ふたばが現れ、カヨらを自分の用意したアジトに集め、自身は吾郎の秘書に再就職して計画を進めさせる。ふたばはしのぶのために彼女と勇介の面会を実現させようとしたものの、しのぶの母・民世の裏切りで失敗し、さらに面会にきた吾郎によってしのぶが傷つけられたと知り、刑務官を辞め、一転して復讐計画の主導者となったのだった。
一方2017年のアジトでは、カヨたちが吾郎を相手に身の上を語り、ストーリーの展開とともにそれぞれの犯罪や男性との関係に傷ついた過去が明らかになってゆく。捜査が進む中、ふたばは一時アジトを離れ、誘拐に巻き込まれた被害者のふりをして晴海と警察関係者らのいる場に戻り、自分の行動はカヨたちの復讐から吾郎を守るためだと語る。そして吾郎の居場所を尋ねる晴海を、その場から密かにアジトへと連れ出す。ふたばが戻らない間、カヨらが裏切り者がいるのではと疑心暗鬼にかられる中、千夏と二人きりになった吾郎は彼女を誘惑して拘束を解かせようとするものの失敗し、戻ってきたふたば以下犯行グループに再度拘束される。ふたばたちは晴海や、カヨに巻き込まれて事件資料を持ってこさせられた長谷川らを交え、一連の事件に対する再審の「プレ裁判」と称した吾郎への追い込みを開始する。吾郎は罪を認めようとしないが、晴海に対して勇介の引き取りがしのぶの懇願によると嘘をついていたことが明らかになり、千夏に事件時のユキとのやり取りを再現され、心理的に追い詰められる。
その最中、長谷川は事件関連の映像を見て何かに気付き、現場である沖縄県へ調査に行くためアジトを離れる。さらにその後、受刑者仲間のリンが、タイから実行犯だったプリンスを連れてくるが、彼は同じ言葉を繰り返すのみで事態は進展せず、一同は吾郎の、被害届を出さず罪に問わないという言葉に従って彼を開放しそれぞれ逃走するが裏切られ、カヨたちは逮捕される。しかしその後吾郎は被害届を取り下げカヨたちは釈放、長谷川が沖縄で得た証拠をもとに吾郎が逮捕され公判が行われる。関係者の元から見つかった、吾郎が犯行を指示する決定的な証拠映像が公開され、証言の綻びを指摘されこれまでと悟った吾郎は罪を認め、教唆ではなく自ら被害者を手にかけたことと、江戸川乳業との因縁から同社社長の座に執着したことを語る。証人として出廷したしのぶは、刑務所生活を通してカヨたちを信じることができた自分と違い、誰も信じられなかった吾郎を憐れみ、罪を償うよう諭すが、彼の謝罪を受けても許すことはなかった。後日、社会復帰したカヨたちと晴海、勇介に迎えられしのぶは釈放される。しのぶが実母であることをまだ知らない勇介が、いつか分かってくれることを願いながら、一同はその場を後にする。

## 登場人物

### 主要人物
馬場カヨ（ばば カヨ）〈51〉
演 - 小泉今日子
メイクアップアーティスト。口癖は「冷静に」。最初は「馬場カヨ」とフルネームで呼ばれていたが、通称「冷静に」で浸透する。称呼番号は「69」。スマホでLINEやショートメールを使いこなせない。実直な性格である反面たびたび失敗をするおっちょこちょいなところを見せ、よく漢字を間違える。離婚してからの本名は榎木カヨ（えのき カヨ）。
銀行員時代は、産休・育休を経て職場復帰後すぐに営業成績トップに返り咲くほど有能な上に、家事・育児も完璧にこなしていた。銀行窓口で顧客に著書を薦めるほどの勝田千夏ファンであり、脱税事件後も尊敬し応援する。しかし、同じ職場で比較され不快感を持った年下夫・武彦が不倫に走ったことや、その他のさまざまな夫婦間の軋轢から彼を刺してしまい、殺人未遂の罪で懲役5年の実刑判決を受け、2011年秋に「自立と再生の女子刑務所」に入所する。
服役中は、入所時に知能テストで満点を取った事で、所長の護摩から千夏の下に付く教養コースに配属と伝えられたが、ふたばから犯した罪を十分に反省していないように見られたため洋裁工場に配属され、洋子・明美たちのいる南2号棟6号室雑居房に入れられる。しのぶの入所時は、彼女の教育係を任される。その後、ふたば指導の下で美容師の資格取得を目指している時に、公太郎からの手紙で決意し武彦と離婚した。第5話で勇介を育てる頃には千夏やしのぶらと共に模範囚となり、所内で美容師の資格を取得後、所内にある「つぐない美容院」で美容師を務め、最初のお客様として長谷川を迎える。美容師の他にネイリストの資格も取得し、2015年11月に仮釈放された。
出所後はとある更生保護施設に入所し、美容師に就く。2017年4月、悠里が店長でオープンしたばかりのヘアーサロン「TOCA」に従業員として移籍する。おっちょこちょいな一面をメールアドレス打ち間違えでも見せ、ふたばが合流させるまで洋子・明美・千夏と連絡がつかなかった。
エピローグでは千夏の専属メイクに就く。
若井ふたば（わかい ふたば）〈32〉
演 - 満島ひかり（少女時代：根岸姫奈）
吾郎の秘書。通称「先生」。元「自立と再生の女子刑務所」刑務官。剣道二段。美容師の資格を持ち、所内で受刑者への資格指導も担当する。
少女時代は2か月に1回父が勤める栃木の刑務所に行き、所内にある美容室で受刑者の美容師・しー姉ちゃんに髪を切ってもらったり遊んでもらったりするのを楽しみにしており、それがきっかけで美容師の資格を取得した。
刑務官時代は犯罪者、とくに再犯者を憎み、受刑者にも「雑魚」などと尊厳を認めずに罵倒、他の刑務官にも厳しい態度で臨む。しかしカヨと千夏の対立に際して彼女らの希望する対決を認めるよう所長に訴えたり、しのぶが所内で育児ができるよう説得したりするなど融通も利かせている。私生活では合コンに参加したり、遠距離恋愛相手で新潟在住のパティシエとの間で妊活を目論んだりなど恋する女性としての一面も持っている。
しのぶをめぐる問題で刑務官退職を決意し、以後復讐計画グループのカヨたち元受刑者を従えて主導的立場をとる。2017年4月、仲間たちと連絡のとれないカヨに代わって、自ら各々にメッセージを渡して用意したアジトでカヨたちを引き合わせ、また吾郎の秘書兼護衛として転職する。カヨが獄中でまとめていた復讐ノートの計画も原形をとどめないほど修正した。計画遂行中は刑務官時代と同じように仲間たちを称呼番号で呼び、行動指示も命令口調になる。誘拐後アジトを一時離脱した際には、警察関係者にしのぶを含めた仲間の受刑者たちを事実と違って所内で幅を利かせていた極悪受刑者グループであるかのように説明し、「わるウーマン」と名付けている。
　板橋が解放後、馬場カヨや千夏らとともに逮捕される。拘置所で看守に罵倒された際は涙したが、カヨが「えどっこヨーグルト」の歌を歌い始め全員で熱唱。看守が慌てる。
エピローグでは「自立と再生の女子刑務所」に支援員として再就職する。
板橋吾郎（いたばし ごろう）〈40〉
演 - 伊勢谷友介（幼少期：松本晃大）
EDOミルク（旧・江戸川乳業）4代目社長。
実は幼少期に父親・大吾が江戸川乳業に勤めており、社内で募集された新商品「えどっこヨーグルト」CMの子役オーディションに合格し、CMキャラクターの「チビ社長」役で出演、評判を呼んでCMソングのレコードを出すほど大人気となり、周囲にちやほやされる子供時代を送る。しかし、父親はリストラ対象として退職の憂き目にあい、成人後は同社に就職して社長になることに執着するようになる。
6年前、江戸川乳業で世襲のしのぶを推す守旧派と吾郎を推す改革派の間で後継者争いが起こった際、しのぶと恋仲になり江戸川家に婿入りする形で争いが収まるはずだったが、別にいた吾郎の恋人・ユキを交えてトラブルになり、しのぶが恋敵を殺害したとされる通称「爆笑ヨーグルト姫事件」に関して、カヨたちの復讐のターゲットになる。事件後、社長に就任して社名変更を含め対応に尽力して事を収めると「やり手のイケメン社長」として名を知られ、テレビ番組のコメンテーターやアイドル紛いのチャリティーイベント、EDOミルク一社提供の『かねもち散歩』へ自ら出演など多彩な活動を行っている。また、事件後は晴海と結婚し、しのぶが出産した勇介を引き取り晴海との間の子として育てている。なお晴海との結婚前に不妊体質であると診断され、実子を持てる可能性が低いことから勇介を授かったことを「奇跡」と語る。
カヨたちに監禁されてから、最初はサンタクロースの格好をさせられるが、カヨが彼の肌の露出を気にしたため、露出の少ないゆるキャラ「ぜんかもん」の入ったグレーのパーカーに着替えさせられる。また襟をはだけて色気を放っていることや、乳首が立っていることをからかわれるなど、元女囚たちに過剰な反応をされている。
千夏とは2015年夏にテレビ局内ですれ違ってからその気になり、監禁された現在は彼女と割り切った大人の関係を築くことを望んでいる。
カヨたちに監禁したことについては罪に問わず被害届も出さないから解放して欲しいと提案するが、解放後は約束を破り被害届を出した。それによりカヨたちは捕まって警察署に勾留されてしまう。その後は新たな証拠が出て、カヨたちが釈放されたのと入れ替わりで逮捕される。自身の初公判「微笑チビ社長事件」で、ユキを自ら殺害したことを自供し、無期懲役を求刑される。
江戸川しのぶ（えどがわ しのぶ）〈30〉
演 - 夏帆
かつての江戸川乳業の社長令嬢。通称「姫」。称呼番号は「114」。
事件報道の際、船上で爆笑している映像がたびたび流れたために、事件は「爆笑ヨーグルト姫事件」と称される。この映像は吾郎から婚約について礼を言われている場面で撮られたもので、後に吾郎の乳首が立っているので爆笑したことが長谷川によって明らかにされる。
吾郎の恋人・ユキへの殺害を第三者に依頼したという冤罪を着せられ懲役12年の実刑判決を受け、2012年春に「自立と再生の女子刑務所」に入所し服役中。服役中に吾郎が晴海と交際しているとテレビで知りショックを受ける。また吾郎の子を妊娠していることが所内で発覚し、出産した男児に「勇介」と名付ける。復帰後はカヨと共に美容師の資格取得を目指し、縫製工場のチーフを任されるほどの模範囚となる。カヨたちが去ったあとは同じ雑居房の高見沢に「アスパラ」と名付けられ、いじめを受けている。
吾郎との馴れ初めでは自分の欠点を容赦なく指摘してくる態度に衝撃を受け惹かれていったが、その関係は千夏から「洗脳」の常套手段と指摘されている。吾郎の裏切りを知って以降は勇介を渡さないよう、カヨらとともに対決する気持ちを持っていたが、第9話の面会で彼が罪を認めずしのぶが殺したとうそぶき、勇介のことについても、しのぶを「お殿様の本妻に子が生まれず代わりに産んだ側室」に例えたことにショックを受けて混乱し、自分が事件の犯人だと受け入れてしまう。
冤罪が晴れて「自立と再生の女子刑務所」を釈放された3か月後、会社名を「江戸川乳業」に戻し同社の5代目社長となる。
大門洋子（だいもん ようこ）〈47〉
演 - 坂井真紀
会員制バー「シェルポ」のバーテンダー。通称「女優」。口癖は「私、女優よ」。称呼番号は「31」。
かつては月100万円超を使って2.5次元ミュージカル『行け!面!胴!』に主人公・泉キャプテン役で出演した大洋泉の追っかけをしていたが、費用捻出のために出会い系サイトと婚活サイトで複数の男性に対する結婚詐欺などを働くようになり、大洋に対するストーカー規制法で任意同行を受け、その後詐欺と横領で逮捕される。懲役7年の実刑判決を受け、2007年に「自立と再生の女子刑務所」に入所する。服役中にバーテンダー等数種の資格を取得し、2014年秋に刑期満了で出所した。
出所後は実家に帰らず更生保護施設に入所し、ベビーシッターに就く。通りすがりにテレビドラマ『恋神』の助監督とぶつかった縁で、season5『再会』で悠斗役とぶつかる通行人役で出演した。久し振りに行ったミュージカルでは、すっかり大洋に対する熱が冷めていた。2017年4月の時点で鳶職に転職している。
エピローグではエキストラ派遣会社に登録し、『恋神』などのドラマに出ている。
足立明美（あだち あけみ）〈59〉
演 - 森下愛子
元指定暴力団組長夫人。通称「姐御」。称呼番号は「24」。背中にはハワイに住む孫にせがまれて入れた、「ドラゴンボール」・孫悟空の入れ墨がある。離婚してからの本名は橘明美（たちばな あけみ）。
赤坂の高級クラブのママをやっている時に、関東極端会の三代目組長・足立鉄也に見初められ結婚し組長夫人になる。彼の身代りに違法薬物不法所持の罪で懲役5年の実刑判決を受け、「自立と再生の女子刑務所」に入所する。
服役中は、新しく一緒の雑居房に入れられる受刑者に対し、数日間かけて食事からこっそり隠したパンや煮豆などをミルフィーユ仕立てにして作ったスイーツを振る舞う。監禁した吾郎に対しても同様に振る舞われた。鉄也から「形だけ」と称した離婚を了承し慰謝料をもらわなかったが、後に入所した幸子から彼が組を解散し若い嫁と結婚した事を聞かされて落胆する。2015年に仮釈放された。
出所後は、コンビニ、フーターズなどの職を転々とする。化粧品を万引きしようとしたところで若えのに見つかり、元夫・鉄也の危篤の知らせを受ける。鉄也の死後、遺言状で相続人として書かれていたことにより20億円の財産を得て、一発逆転で資産家の未亡人となる。2017年4月から若えのを従えて資産家の未亡人の立場を利用し吾郎に接近する。
エピローグでは関東極端会を若えのに任せ、自身は悠々自適の生活を送る。
勝田千夏（かつた ちなつ）〈40〉
演 - 菅野美穂（幼少時代：鎌田英怜奈）
カリスマ経済アナリスト。会計士、税理士の資格を持っている。通称「財テク」。称呼番号は「18」。著作として投資指南書の「貯めブス」「借りブス」「迷いブス」の三部作を出版している。父親が事業に失敗して失踪したために金銭的苦労から金儲けに執着し、現在の地位を築いた。失踪されたことと脱税事件をリークされたことから父親には憎しみを抱いている。
父親に脱税事件をリークされたことにより所得隠しと巨額の脱税で捕まり、「自立と再生の女子刑務所」に入所する。
服役中でもメルマガを送信しているため、内部事情を暴露されることを恐れた所長から、受刑態度の良い受刑者として特別待遇を受けられる「金バッジ」を許され、独房を書斎がわりにして執筆するなど好待遇を受けていたが、仮釈放し再入所した悠里から、Twitterで吾郎を事件の犯人と名指ししたため炎上し、メルマガも停止されたことを聞かされる。カヨに対しては、入所間もない時にいじめを行ったが、所長に許可を得た勝負を通じて和解する。吾郎に対しては、テレビで見かけたそのイケメンぶりに惹かれている。2015年に仮釈放された。
出所後は父親を世間に対する禊としてしたたかに利用しながら経済アナリストとして復帰し、テレビ番組に出たり投資指南書を執筆したりしている。吾郎とは2015年夏にテレビ局内ですれ違い、2017年4月から何度かテレビで共演しながら近づく。作戦当日は、吾郎とテレビ共演後に実行が不調だった際の時間稼ぎとしてホテル内の宿泊先の部屋で性行為を行い、アジトでその経緯をカヨたちに暴露した。

### 吾郎に関わる人々
板橋晴海（いたばし はるみ）
演 - 乙葉
吾郎の妻。旧姓は西川。元タレントで、EDOミルクのCMに出演した縁で吾郎と結婚する。公的には勇介の実母とされている。吾郎から勇介を2人で育てることをしのぶが了承していると聞かされたが、それが嘘だったと知り、誘拐事件からの解放後は吾郎に被害届を取り下げるよう説得するなどカヨたちのために取り計らう。また冤罪が晴れ釈放されるしのぶをカヨたちと共に迎えにゆき、勇介と再会させる。
板橋勇介（いたばし ゆうすけ）〈5〉
演 - 前田虎徹（1歳：岩田怜於）
吾郎・晴海の息子。吾郎としのぶの間に生まれ、1歳半まで「自立と再生の女子刑務所」内でしのぶとカヨら受刑者たちに育てられる。名前の由来は、しのぶがカヨたちに対し「みなさんの勇気とお節介」のおかげで出産できると感謝した気持ちからきたもので、妊娠中から考えていたもの。
『海洋戦隊シンカイジャー』のファン。サンタクロースを心から信じている一方、非常に口が悪く、洋子を「生理的に無理」などと容赦なく罵る。エピローグでは、1歳半までの記憶はないため、しのぶが実母であることは理解できないでいるが、カヨの説明を聞いてしのぶを「お姫さま」と呼ぶ。その後、「江戸川乳業」社長となったしのぶと「えどっこヨーグルト」のCMに出演した。
横山ユキ（よこやま ユキ）
演 - 雛形あきこ
吾郎の大学時代からの恋人。「爆笑ヨーグルト姫事件」で殺害された被害者。六本木にあるクラブのママ。吾郎に貢ぎ続けていたが、彼がしのぶと婚約したことを知ってしのぶの父にこれを密告、事件当日は吾郎を罵倒するうちに愛想を尽かし、別れを告げる。千夏が再現した罵倒内容では、しのぶらを重ねた布団の下の豆粒が気になって眠れない姫に例えていた。
弁護士
演 - 西沢仁太
勇介及び吾郎が誘拐された時はEDOミルク社長室で状況を確認し、「微笑チビ社長事件」を弁護する。
刑事・池畑（けいじ・いけはた）
演 - 米村亮太朗
勇介及び吾郎が誘拐された時はEDOミルク社長室で状況を確認していたが、その後新たな証拠が出て吾郎を逮捕した。
刑事A
演 - 山根太地
専務
演 - 岩寺真志
EDOミルクの専務。
江戸川徳三郎（えどがわ とくさぶろう）
演 - 田窪一世
しのぶの父。江戸川乳業（現・EDOミルク）3代目社長。
同社商品「えどっこヨーグルト」のCMに「チビ社長」を演じた吾郎と一緒に出演した。たまたま入ったクラブでユキと出会い吾郎と付き合っていると聞かされてから彼に対して激怒し、社長職を娘のしのぶに譲ることを彼に言い放った直後の2011年秋から病気療養中。
江戸川民世（えどがわ たみよ）
演 - 筒井真理子
しのぶの母。事件による逮捕後はしのぶと絶縁状態だった。冤罪の件をしのぶに告白されその場では娘を信じると言うが、賠償金を吾郎が肩代わりしたことなどを理由に娘を裏切って勇介を吾郎に引き取らせる。その後もふたばが勇介をしのぶに会わせるよう懇願した手紙を吾郎に見せて言いなりに行動するなど母親・祖母としての主体的な態度を放棄しており、ふたばに「すべての元凶」と罵倒される。

### 自立と再生の女子刑務所
小島悠里（こじま ゆうり）
演 - 猫背椿
原宿駅徒歩35分にある2017年4月にオープンしたヘアーサロン「TOCA」の店長。通称「しゃぶ厨」または「小しゃぶ」（こしゃぶ）。称呼番号は「56」（再入所も同じ）。
4度も薬物中毒で捕まり刑期を終え2012年夏に仮釈放され、出所後は仕事も恋愛も順調だったが、周囲に嘘をつき過去を隠し続ける不安のあまり再度シャブに手を出し、2014年5月に再入所する。再入所後は、カヨと共に美容師の資格取得を目指し、2017年4月時点で既に出所し、カヨの勤める美容院の店長となっている。
リン
演 - 江井エステファニー
タイ人。称呼番号は「106」。カヨたちと一緒の雑居房。
恐喝罪（美人局）で懲役3年の実刑判決を受け入所し、2015年に仮釈放されタイに戻った。来日してアジトに合流し、実行犯のプリンスを連れてくる。
受刑者D
演 - 西慶子
田中幸子
演 - あびる優
シャブの売人。通称「オバケ」。称呼番号は「49」。
かつての関東極端会組員の情婦。関東極端会解散後、悠里にシャブを売っているところを彼女と共に捕まり、2014年5月に入所する。
2017年1月の時点で既に出所し、デパ地下の惣菜売り場で働いている。カヨが客として顔を合わせても他人のふりをしたが、保冷剤をサービスする名目で売りもののローストビーフを袋に入れてくれた。
主任・北見
演 - 河井青葉
刑務官。
処遇係統括・中谷
演 - BOB
刑務官。
高山沙也香
演 - 大幡しえり
2012年春から配属の新人刑務官。しのぶの入る独房の鍵をかけ忘れ、脱走させてしまうミスを犯す。また仕事に慣れず規則に忠実にあろうとするあまり融通がきかない面があり、受刑者たちに「マニュアル娘」と罵られる。長谷川がカヨの（刑務所内）美容室で散髪時（イチャイチャ）の監視をしているため、2人が付き合っていることは分かっており、この関係を軽はずみにふたばに漏らしてしまう。また、彼女らの別れ話に口を挟んでしまうなど、二人の関係を気遣っている。吾郎の裁判にしのぶが証人として出廷する際には付き添いを担当する。
刑務官・三原
演 - 川上友里
刑務官・島田
演 - 角島美緒
護摩はじめ（ごま はじめ）
演 - 池田成志
「自立と再生の女子刑務所」所長。
刑務所を「意識高い系」と称し、明るくポジティブなイメージの場にしようと考えており、「斬新」の言葉に弱い。結果、同所では毎食時に能天気な童謡が流れ、モデルプロデュースの作業着を受刑者たちに着せ、自ら発案の「ざんげ体操第2」を行わせたり、さまざまな資格取得に励まさせたりといった策が行われる。自身もテレビ取材を積極的に受けてカメラの前で熱血所長ぶりを披露する。所内で妊娠騒動が起こった際は、この騒動が映画化され、主演を堀北真希、自分の役を渡辺謙が演じることを夢見る。
また若い女性を露骨に「かわいい」と褒め、結婚の話題でふたばを腐すなどセクハラを行う傾向がある。

### その他
長谷川信彦（はせがわ のぶひこ）〈35〉
演 - 塚本高史
カヨが犯した武彦の殺人未遂事件での担当検察官検事。ガールズバー好き。カヨたちから「のぶりん」と呼ばれている。
カヨの事件に関しては、傷害でなく殺人未遂として受刑者となったことに対して若干の責任を感じていて、武彦や公太郎との間を取り持って伝言したりしてたびたび面会に訪れるが、カヨの数少ない面会日をそれによって潰してしまうことに思い至らず、彼女の怒りを買っている。カヨが離婚後は、彼女との面会を繰り返しているうちに好きになり、獄中交際をする仲になる。しかし仮釈放を前に彼女から拒絶されてしまい、出所の際の迎えには行かなかった。
カヨからの依頼で再審請求相談を聞くために吾郎を拘束しているアジトにやって来るが、再審請求は1年に2件しかないと実現の難しさをカヨたちに論じる。その後はプレ裁判に立ち会い、翌日今池を連れて沖縄へ行きそこで吾郎が事件に関わった証拠をカヨに送る。カヨが勾留満期の頃に、面会で彼女に吾郎が逮捕されたことを報告する。「微笑チビ社長事件」の担当検事として、吾郎に決定的な証拠を突き付け彼にユキを殺害したことを自供させる。
エピローグでは裁判を成功させた上でカヨにプロポーズし続けている。
今池周太郎（いまいけ しゅうたろう）
演 - 上川周作
長谷川の検察事務官。既婚者。高校時代は体操部で体が柔らかかったため、あだ名が「ガラケー」。父は裁判官。長谷川の指示でアジトに「爆笑ヨーグルト姫事件」の関連資料を持ってくる。
馬場武彦（ばば たけひこ）〈46〉
演 - 赤堀雅秋
カヨの元夫。
カヨに浮気がばれた時は全く反省せず、カヨも浮気すればいいのにと開き直り刺される。獄中のカヨに離婚を求めるためにようやく面会に応じる。事件後は世間からのバッシングに遭い、公太郎が受けるいじめに悩むなど苦悩している。カヨとの離婚成立と前後してFacebookで知り合った女性と交際・同居し、カヨが離婚を受け入れた後に再婚し、彼女との子供もいる。カヨが服役中は彼女の携帯電話の基本料金を支払い続けたが、家族割から除外し、息子と後妻の関係を言い訳に一貫して公太郎と会うことを認めない。
馬場公太郎（ばば こうたろう）
演 - 神尾楓珠（幼少時代：太田琉星、少年時代：河城英之介）
カヨの息子。2017年時点では武彦と暮らしているためカヨとは別居している。
カヨの懲役期間中には事件のことでいじめを受けており、中学受験を検討している。また武彦の考えで面会は禁止されているが、両親の離婚協議中に信彦の付き添いで面会が叶う。カヨに対し血のつながった母と子としての関係を大事に思っている旨の手紙を送り、カヨに離婚を決意させる後押しとなった。
出所したカヨにローストビーフを手渡されるが、捨てるわけにもいかず、継母に見せるわけにもいかず苦心するなど心優しい少年に育っている。
プリンス
演 - ナリット
「爆笑ヨーグルト姫事件」の実行犯。
しのぶに頼まれてユキを殺害したと供述する。懲役8年の実刑判決を受けたが、受刑者移送条約に基づき、タイの刑務所に収監される。
国王が変わったことにより、殺人で収監されたにも関わらず恩赦で釈放され、リンと共に来日してアジトに合流する。
アナウンサー
演 - 蓮見孝之（TBSアナウンサー）
「爆笑ヨーグルト姫事件」等の原稿を読む。現場リポーターも務める。
足立鉄也（あだち てつや）
演 - 高田純次
明美の元夫。関東極端会三代目組長。口癖は「形だけや」。
おとりにされた明美が逮捕される間に、国内最大量の麻薬取引に成功して400億円の利益を得る。明美とは「形だけ」と称して慰謝料もなく離婚し、その後関東極端会を解散して新しい組を立ち上げ、若い嫁と結婚する。しかし、1年で若い嫁に捨てられ、そのショックと不摂生・高血圧が相まって、介護療養型医療施設「やすらぎの里」に入居する。危篤と聞いた明美が見舞いに駆け付けられ、彼女の目の前で若い看護師にセクハラ紛いの行為をするものの弱り切っており、その3週間後に息を引き取った。
勝田孝保（かつた たかやす）
演 - ベンガル（千夏幼少時代：伊勢谷友介）
千夏の父。
群馬で日用品を製造販売する会社を経営していたが、時代を読む才覚がなく倒産し家族を残して蒸発する。その後は千夏が経営している会社の役員になるが、週刊誌に彼女の脱税をリークして裏切る。千夏が仮釈放されテレビ番組に出た時に、彼女から世間に対する禊として利用された。

### ゲスト
※複数話登場人物には演者名横に（）で登場話を追記。
第1話
サンデージャポン進行アシスタント（当時）
演 - 吉田明世（TBSアナウンサー）
サンデージャポンMC
演 - 爆笑問題（太田光・田中裕二）（特別出演）
サンデージャポンナレーション
演 - 広中雅志

第2話
押切もえ（おしきり もえ）
演 - 本人
モデル。カヨたちが着用する「自立と再生の女子刑務所」の作業服をプロデュースする。
護送係
演 - 福島マリコ
カヨを「自立と再生の女子刑務所」に護送する。
少女の母
演 - 伊勢佳世（第9話）
汽車に乗っているカヨ・護送係の向かいに座る。とあるファミリーレストランで武彦と一緒にいる仮釈放されたばかりのカヨと偶然出会ってあいさつする。

第5話
しー姉ちゃん
演 - 菜葉菜
薬物中毒で服役中に北関東刑務所内「ヒバリ美容室」の美容師を務める。一度は仮釈放するが、再逮捕されて同美容室に戻る。
ふたばの父
演 - 奥田洋平
栃木で単身赴任している北関東刑務所の刑務官。
ふたばの母
演 - 堀夏子

第6話
若い嫁
演 - 末永みゆ（第8話）
明美と離婚後の鉄也の再婚相手。結婚後、鉄也に揚げ物ばかり食べさせて健康を害させたうえ、1年ほどで彼を捨て、彫りの深いイタリア人男性と一緒に暮らし始める。
前川清（まえかわ きよし）
演 - 本人（特別出演）
刑務所内で開かれる「母の日慰問コンサート2014」で招かれた歌手。出演前に美容の教室でカヨと出会い、ステージでは彼女を指名して島倉千代子の「愛のさざなみ」をデュエットで歌う。

第7話
大洋泉（たいよう いずみ）
演 - AMEMIYA（全盛期時代：伊勢谷友介）
舞台俳優。全盛期時代に2.5次元ミュージカル『行け!面!胴!』の主人公・泉キャプテン役に出演する。2017年も舞台は続いているものの、4年前に結婚後は人気が低下して落ちぶれ、ヒモ状態になっている。
ミュージカル出演ダンサー
演 - 横井寛典、赤間直哉、湯浅雅恭、大野清志
大洋泉のバックで踊っている。
助監督
演 - 中山求一郎
テレビドラマ『恋神』の助監督。洋子とぶつかった時はドラマ撮影中で、急遽彼女を出演させる。
職員
演 - 山本裕子
洋子が入所した更生保護施設の職員。

第8話
高見沢
演 - 池津祥子（第9話）
称呼番号は「22」。明美・千夏・リンと入れ替わりで「自立と再生の女子刑務所」南2号棟6号室雑居房に入る。カヨが出所して以降、しのぶから食事のおかずを脅して奪うなどいじめを行っている。
ヤン
演 - 瑛蓮（第9話）
台湾人。称呼番号は「101」。明美・千夏・リンと入れ替わりで「自立と再生の女子刑務所」南2号棟6号室雑居房に入る。
大物タレント
演 - IKKO（スペシャルゲスト）
千夏が出所後に出演したバラエティ番組の共演者。
若えの（わけえの）
演 - 尾美としのり（若手組員時代：伊勢谷友介）（第9話、最終話）
かつての関東極端会の組員。明美の側に付く若手組員だったが、彼女の出所を迎えにいく時点では若さを失っている。覚醒剤取引事件では罠に気付いて明美を逃がそうとしていたが止められなかった。関東極端会解散後も鉄也に仕えており、彼が介護施設にいることを明美に伝える。鉄也の死後もアジトなどで明美に付き従っている。
エピローグでは関東極端会のトップに就任する。

第9話
担当検事・金城
演 - 満島真之介（スペシャルゲスト）
沖縄地方裁判所で「爆笑ヨーグルト姫事件」裁判を担当する検事。沖縄訛りで話す。
美容室店長
演 - 曽原義智
刑務所帰りの従業員を何人も受け入れている関係で、仮釈放されたばかりのカヨも快く受け入れる。

最終話
運転手
演 - 真栄田賢（スリムクラブ）
沖縄で長谷川・今池を乗せたタクシー運転手。
玉城
演 - 内間政成（スリムクラブ）
ボートハウスの店長。「微笑チビ社長事件」でしのぶの冤罪が晴れる決定的証拠となる大量のSDカードを保存していた。
婦警
演 - 伊藤麻実子
カヨたちが勾留されている新勝島警察署の婦警。
裁判長
演 - 浦崎宏
吾郎の初公判「微笑チビ社長事件」の裁判長。

## スタッフ
- 脚本 - 宮藤官九郎
- 音楽 - ワンミュージック
- 主題歌 - 安室奈美恵「Showtime」（Dimension Point）
- シンカイジャーデザイン - 屋乃啓人
- 取材協力 - 笠松刑務所、栃木刑務所
- 監修 - 木下登志美（五社プロ、刑務所監修）、国松崇、寺中麗子（以上、法律監修）、古谷謙一（警察監修）
- 特別衣装協力 - ファッションセンターしまむら
- 企画・編成 - 磯山晶
- 編成 - 中島啓介
- プロデューサー補 - 木村政和、佐久間晃嗣、丸山いづみ
- 演出補 - 渡部篤史、坂上卓哉、高山暢比古、森久祐弥、村居大輔、小沢由紀、加藤亜季子、穴井里加子、長山祐輔、西江健司、林真光
- プロデューサー - 金子文紀、宮﨑真佐子
- 演出 - 金子文紀、福田亮介、坪井敏雄、渡瀬暁彦
- 製作著作 - TBS

## 音楽
主題歌には、安室奈美恵の「Showtime」が起用された。ドラマ側の熱烈なオファーにより実現したもので、安室がTBSドラマの主題歌を担当するのは2013年4月期日曜劇場『空飛ぶ広報室』の「Contrail」以来4年半ぶりである。安室曰くドラマで繰り広げられる「リベンジ計画」を「ショータイム」に例え、女性らしいポップな楽曲に仕上がっている。ライターの大山くまおは、シリアスな中にギャグが挟まり、マヌケさの中に悲しみがある当ドラマと曲の性急なビートがよく似合うと評価した。2017年10月31日にMVが解禁された。
第8話で、千夏がダンスしながら吾郎に迫るシーンでマドンナ「ライク・ア・ヴァージン」を使用し、エンディングで流れた昭和歌謡は松尾和子「再会」の二番の歌詞を使用した。

## 劇中ドラマ『恋神』
劇中でカヨたちが見ているテレビドラマ『この恋は幻なんかじゃないはず、だって私は生きているから、神様ありがとう』、略称：『恋神』（こいかみ）。「ジェットコースター・ラブロマンス・サスペンス群像ドラマ」。season1は『余命』、season2は『誤診』、season4は『泥沼』、season5は『再会』のサブタイトルあり。ヒロインのダブル不倫騒動で、season4で打ち切りとなり、その後はEDOミルク一社提供の『かねもち散歩』という番組が放送されていたが、『かねもち散歩』が深夜に移動したため、season5『再会』から再開したという設定である。

### あらすじ（恋神）
主人公の真里亞は医師・宇多川から余命3か月を宣告される。たまたま側でその場面を見ていた配送員の悠斗は、男性と付き合った経験のないまま中年になり死を待つばかりだという彼女に同情し、「幕の内弁当」のような人生を送りたかったという彼女の「最初で最後のウィンナー」になるといって恋に落ち結婚する。しかし半年経っても真里亞は健康で誤診だったことがわかり、怒った悠斗は真里亞を捨てるが、事故で記憶喪失になる。真里亞はボランティアとして彼を世話するが、宇田川の言葉で結婚相手であることと妊娠8か月ということがばれる。しかも余命1か月を宣言され動揺した悠斗は宇田川を突き飛ばして死なせてしまい、真里亞がその罪を被って逃亡する間に、真里亞の妹・由里亞と付き合う。一時再会時に真里亞は由里亞と悠斗を巡って争うが、警察から逃れるため再び逃走する。3年後、悠斗は真里亞から彼と出会って恋をしたことに対する感謝のメールを受信した直後に彼女と再会し、一緒に逃亡する。

### キャスト（恋神）
真里亞（まりあ）
演 - 渡辺江里子
ヒロインの中年女性。名字は「聖澤」。
悠斗（はると）
演 - 黒羽麻璃央
真里亞と恋をするイケメン青年。職業は配送員。
由里亞（ゆりあ）
演 - 木村美穂
真里亞の妹。罪を被った真里亞に代わって悠斗と付き合い、姉を「箪笥くさい」と罵る。
宇田川医師
演 - 桜井聖
真里亞の担当医。真里亞と悠斗に余命宣告をするが、いずれも誤診だった。
余命宣告されて動揺した悠斗に投げ飛ばされた時に、頭を強打し亡くなる。
美加
演 - 橘花梨
看護師。真里亞と悠斗のやり取りをいつも見ていて、毎回ラストシーンに登場する。

### スタッフ（恋神）
- 脚本 - 田辺茂範
- 演出 - 坂上卓哉、渡部篤史、坪井敏雄

## 放送日程
| 各話                                                                        | 放送日   | サブタイトル | ラテ欄                                          | 演出     | 視聴率 |
| --------------------------------------------------------------------------- | -------- | ------------ | ----------------------------------------------- | -------- | ------ |
| 第1話                                                                       | 10月17日 | 誘拐         | 最強美女軍団VSイケメン社長!? 因縁の対決が始まる | 金子文紀 | 9.6%   |
| 第2話                                                                       | 10月24日 | 収監         | 刑務所ライフ開幕戦 今夜決定! 最強の女囚は誰だ   | 金子文紀 | 9.6%   |
| 第3話                                                                       | 10月31日 | 新人         | 爆笑ヨーグルト姫の秘密…涙の天城越え             | 福田亮介 | 6.5%   |
| 第4話                                                                       | 11月07日 | 秘密         | 彼女たちの事情…裏切り男の面会室                 | 坪井敏雄 | 7.8%   |
| 第5話                                                                       | 11月14日 | 母性         | この子を守りたい! 女囚たちの育児日記            | 渡瀬暁彦 | 8.0%   |
| 第6話                                                                       | 11月21日 | 奇跡         | 決意と結束                                      | 金子文紀 | 7.9%   |
| 第7話                                                                       | 11月28日 | 告白         | ハニートラップ!?                                | 坪井敏雄 | 5.5%   |
| 第8話                                                                       | 12月05日 | 葛藤         | 大好きだから、もう会いたくないの…               | 渡瀬暁彦 | 6.6%   |
| 第9話                                                                       | 12月12日 | 娑婆         | やっぱり私が、犯人です…衝撃の最終章開幕!!       | 坪井敏雄 | 8.2%   |
| 最終話                                                                      | 12月19日 | 更生         | おばさん達の最後の勇気とお節介でっせ!           | 金子文紀 | 7.1%   |
| 平均視聴率 7.7%（視聴率はビデオリサーチ調べ、関東地区・世帯・リアルタイム） |          |              |                                                 |          |        |

- 初回は22時 - 23時9分の15分拡大放送。
- 第3話はSMBC日本シリーズ第3戦「DeNA×ソフトバンク」が延長したため、95分繰り下げ23時35分 - 翌0時29分に放送された。

## 備考
- 板橋吾郎役の伊勢谷友介は、第4話の回想シーンで若手組員時代の若えの役、幼少時代の千夏の父親役と名もなき脇役として出演した[28]。さらに、第6話の回想シーンで悠里が仮出所した後に勤めたバーのひと回り下の従業員役、第7話の回想シーンで洋子が熱狂的ファンの全盛期時代の大洋泉役、最終話の回想シーンで幼少期・吾郎の父親・大吾役で出演した。

## 受賞
- ギャラクシー賞 2017年12月度月間賞[29]
- 第95回ザテレビジョンドラマアカデミー賞[30][31]
  - 助演女優賞（満島ひかり）
  - 脚本賞（宮藤官九郎）
  - このほか作品賞3位入賞、主演女優賞2位入賞（小泉今日子）、ドラマソング賞2位入賞（安室奈美恵）。

## 関連商品
ホームメディア
DVD・Blu-ray Boxをそれぞれ2018年3月23日発売。発売元：TBS、販売元：TCエンタテインメント。
シナリオ本
宮藤官九郎『火曜ドラマ 監獄のお姫さま』
2017年12月22日発売。発行・発売：KADOKAWA、ISBN 978-4048961820。
宮藤官九郎によるシナリオ完全収録版。
音楽配信
チビ社長「朝ごはんの歌」「昼ごはんの歌」「晩ごはんの歌」
劇中曲。iTunesにて2017年10月25日より配信開始。
監獄のお姫さま×しまむらコラボ商品
オリジナルキャラクター「ぜんかもん」と「はんせいこちゃん」が入った各商品。2017年11月1日発売開始。